# テキサス親父の「怒れ!罠にかかった日本人」
テキサス親父の「怒れ!罠にかかった日本人」（テキサスおやじの「おこれ!わなにかかったにほんじん」）とは2014年4月25日に青林堂から出版された書籍。著者はトニー・マラーノ。
慰安婦問題で、韓国が日本に対して慰安婦像を建てるような自国の主張を一方的にしていることについて、アメリカ人はどのように見ているかという内容。この書籍では、日本はアメリカの同盟国であるのに、韓国が日本を叩くためにアメリカを利用していることについて批判おり、アメリカ国内に日韓の争いを持ち込まれることが迷惑であるとしている。日本と中国の関係についても述べており、靖国神社問題などで中韓両国が日本に対して同じ形で批判をしていることについて、反論している。
この書籍はAmazonの日本論のジャンルの中の売り上げで1位となった。